# John Jennings
John Jennings (1664 – Greenwich, 23 dicembre 1743) è stato un ammiraglio e politico inglese.
John Jennings è stato un ammiraglio della Royal Navy e politico Whigs che sedette nella Camera dei Comuni inglese e britannica tra il 1705 e il 1734. Comandò la HMS Kent nella Battaglia di Cadice e della baia di Vigo nel 1702 durante la guerra di successione spagnola. Ha continuato a essere Comandante in Capo della Jamaica Station, poi Primo lord del mare, comandante in capo della Mediterranean Fleet e infine Governatore del Greenwich Hospital di Londra.

## Biografia

### Primi anni
Jennings era il quindicesimo figlio di Philip Jennings di Duddleston Hall, Shropshire e di sua moglie Christian Eyton, figlia di Sir Gerard Eyton di Eyton, Shropshire. Discendeva da una famiglia dello Shropshire che aveva sofferto per la sua adesione alla causa realista durante la guerra civile inglese. Si sposò con Alice Breton.

### Carriera navale
Jennings fu nominato tenente sulla HMS Pearl nel 1687 e prestò servizio con lo stesso grado sulla HMS St David e sulla HMS Swallow, prima di essere promosso al comando della St Paul, una nave da fuoco. Nel 1690 fu nominato capitano della HMS Experiment, appena varata, di 32 cannoni, e impiegato in crociera al largo delle coste irlandesi, dove intercettò un certo numero di piccole navi che venivano utilizzate come trasporti dalle forze di Giacomo II d'Inghilterra.  Nel 1693, Jennings fu nominato capitano della Victory, nave ammiraglia di Sir John Ashby; più tardi, nello stesso anno, fu trasferito sulla HMS Mary da 62 cannoni, con la quale si recò nel Mediterraneo con l'ammiraglio Edward Russell, I conte di Orford.
Nel 1696 fu trasferito a Chichester, con 80 cannoni; e, l'anno successivo, gli fu affidato il comando della Plymouth, con la quale catturò un corsaro di Saint-Malo. Poco dopo, insieme alla fregata HMS Rye, si imbatté in tre navi francesi: una si arrese rapidamente, e Jennings, lasciando la Rye a prendersi cura del loro bottino, inseguì le altre due e riuscì a costringerne una a colpire la sua bandiera dopo una vigorosa difesa. Dopo aver condotto i loro bottini in porto, la Rye e la Plymouth si imbatterono nella Severn, una nave da guerra britannica, e le tre navi si diressero insieme verso la costa della Francia, dove presero cinque vascelli carichi di vino Bordeaux e una piccola nave da guerra.
Allo scoppio della guerra di successione spagnola, Jennings comandò la HMS Kent (di 70 cannoni) sotto l'ammiraglio Rooke, per conto del quale divenne vice-governatore del castello di Southsea, lo seguì poi a Cadice e Vigo nel 1702, dove prese parte alla distruzione della flotta franco-spagnola. Prese parte alla conquista di Gibilterra e fu capitano della HMS St George da 96 cannoni nella Battaglia di Malaga. Fu nominato cavaliere per le sue imprese dalla regina Anna di Gran Bretagna il 9 settembre 1704 e, dopo essere stato promosso contrammiraglio nel 1705, divenne comandante in capo della Jamaica Station nel 1706. Fu promosso vice ammiraglio nel 1708 e ammiraglio nel 1709. Il suo attacco Battaglia di Santa Cruz de Tenerife (1706) non ebbe successo. Comandò la flotta al largo di Lisbona dal 1708 al 1710, e in seguito dal 1710 al 1713 fu comandante in capo della Mediterranean Fleet. Nel 1713 si occupò dell'evacuazione delle forze di terra dalla Catalogna e e di portare il duca Vittorio Amedeo II di Savoia e le sue forze in Sicilia, gli fu poi permesso, su sua richiesta, di lasciare il comando e tornare in Inghilterra, dove rientrò alla fine di novembre.

### La politica
Alle elezioni generali inglesi del 1705, Jennings fu riconfermato come membro del Parlamento Whig per Queenborough. Fu nuovamente riconfermato per Queenborough alle elezioni generali britanniche del 1708. Alle elezioni generali britanniche del 1710, fu sconfitto a Queenborough, ma fu eletto alle elezioni come deputato per Portsmouth. Tuttavia, fu destituito su petizione il 3 febbraio 1711.
Jennings fu riconfermato come deputato per Rochester nell'interesse dell'Ammiragliato alle elezioni generali britanniche del 1715. Entrò a far parte del Consiglio dell'Ammiragliato sotto il governo Whig nell'ottobre 1714, ma si dimise quando il governo cadde nell'aprile 1717. Tornò al Consiglio dell'Ammiragliato sotto il secondo ministero Stanhope-Sunderland nel marzo 1718 Nel 1719 fu uno dei primi sostenitori della Royal Academy of Music, fondando una compagnia d'opera londinese che commissionò numerose opere a Händel ed altri.
Dal 1720 Jennings fu anche nominato governatore del Greenwich Hospital e Ranger del Greenwich Park (carica che mantenne fino alla morte), e donò alla comunità la statua di marmo di Giorgio II di Gran Bretagna di John Michael Rysbrack che si trova nella Grand Square dell'ospedale. Nel settembre 1721 fu promosso a Primo lord del mare Sempre nel 1721 acquistò Newsells Bury a Barkway nell'Hertfordshire. Stava diventando sordo, ma si dimise dal Consiglio dell'Ammiragliato nel giugno 1727 perché contrario a servire sotto Lord Berkeley, il Primo lord del mare. Fu nuovamente eletto deputato per Rochester alle elezioni generali britanniche del 1727. Anche se Berkeley fu licenziato dal consiglio dell'Ammiragliato nel 1727, Jennings non era entusiasta di tornare, sperando invece in una promozione. Fu promosso contrammiraglio d'Inghilterra nel gennaio 1733, ma si dimise un anno dopo quando Sir John Norris fu nominato ammiraglio della flotta e comandante in capo.

### La morte
Jennings morì a Greenwich il 23 dicembre 1743 all'età di 79 anni e fu sepolto nell'Abbazia di Westminster. La lapide ormai consunta ed illeggibile si trova nel transetto nord accanto a Charles James Fox. L'iscrizione è stata documentata in un testo del XIX secolo.
Un monumento separato esiste presso la chiesa parrocchiale di Barkway, scolpito da John Michael Rysbrack.
Con la moglie Alice ebbe un figlio, George, che ereditò Newsells.